# マルサヤワムシ科
マルサヤワムシ科 Flosculariidae はワムシ類の科の1つ。ラッパ状の形をしており、固着生活をするものが多い。

## 特徴
成熟した雌はラッパのような姿をしており、細長い柄のような足の先端で器物に固着する。ただし雄個体と雌の幼時には自由に泳ぐことが出来る。頭部の前端は大きく広がって円盤状、あるいは大きな裂片に分かれて頭冠を形成する。その縁沿いに腺毛帯を持ち、それによって摂食を行う。身体の後半は細長い柄状になり、その基部で多物に固着する。少なくともその基部は膠室の管室に包まれており、種によっては全身が管室に収まる。管室が水草などに着いている場合、固着性の生活をするが、その部分で他の個体とくっつきあって群体を形成するものもあり、その場合には群体の姿で浮遊することもある。卵は膠質や管室の中に粘着して保護される。

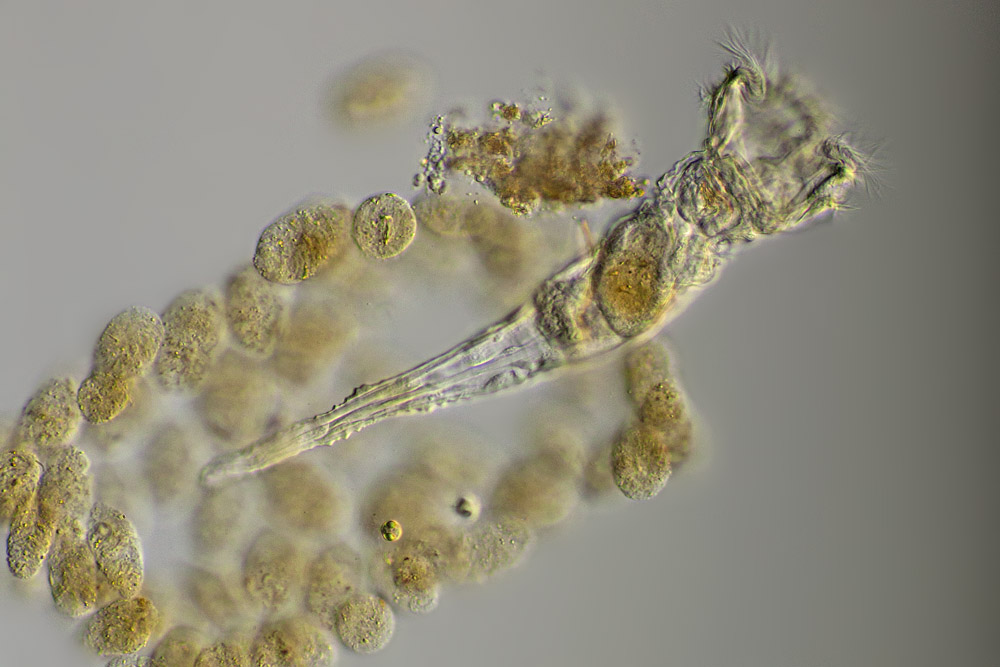
Ptygura pilula
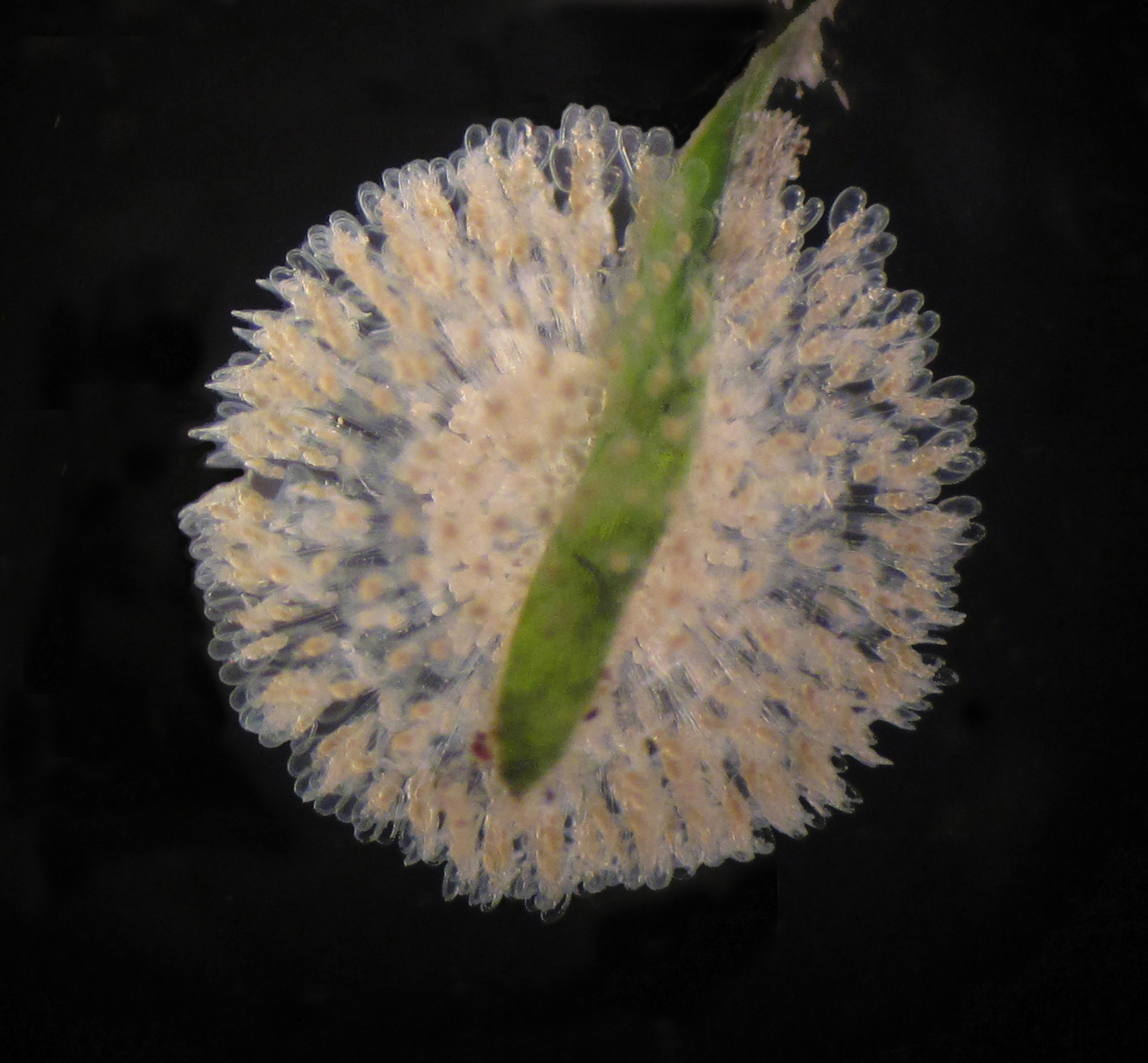
Sinantheria socialisの群体
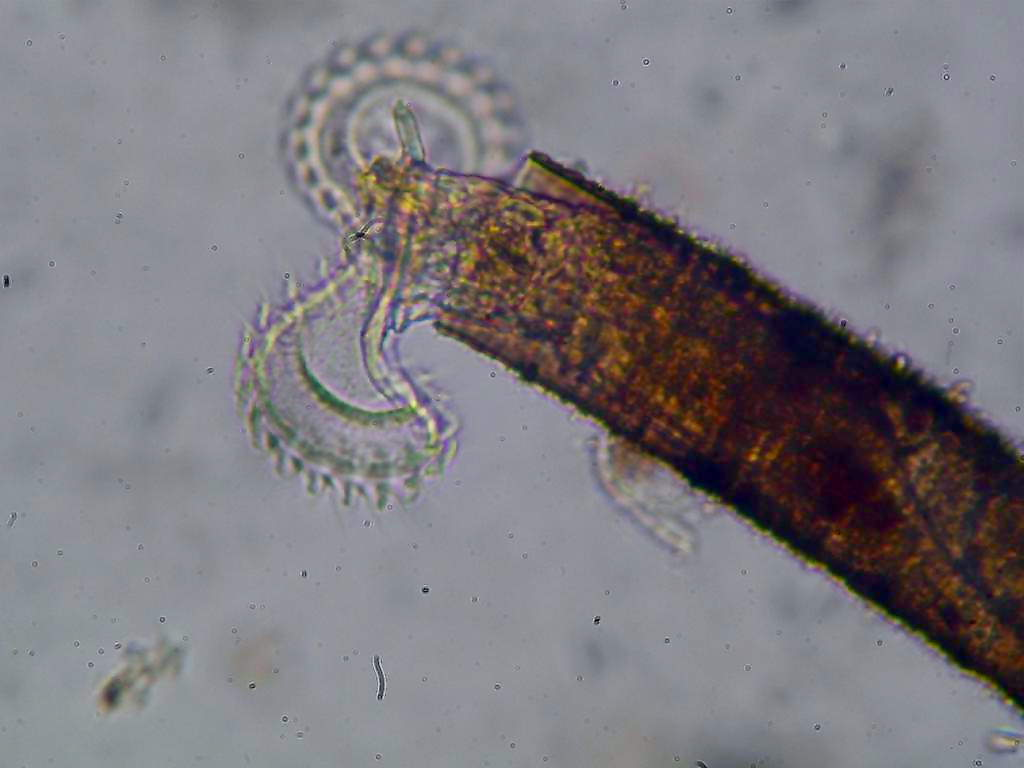
ワツミワムシの1種・頭冠部

## 類似のもの
テマリワムシ科 Conochilidae のものはやや似ているが、頭冠が大きく広がらないこと、それに口の位置が腹面でなく背面によることではっきりと区別される。

## 分類群
- Beauchampia
- Floscularia マルサヤワムシ属
- Lacinularia ハナフサワムシ属
- Limnias ワツミワムシ属
- Octotrocha
- Ptygura
- Sinantherina